# Antonia maior

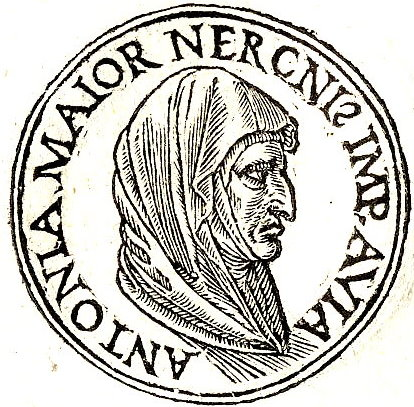
Antonia Maior
(1553), Promptuarii Iconum Insigniorum

Antonia Maior (PIR2) (geboren augustus/september 39 v.Chr.), ook wel Antonia de Oudere genoemd, was een dochter van Marcus Antonius en Octavia Thurina minor en nicht van Imperator Caesar Augustus, princeps van Rome.
Zij werd geboren in Athene en na 36 v.Chr. verhuisde ze samen met haar moeder, (half-)broers en (-)zussen naar Rome. Daar werd zij door haar moeder, haar oom en haar tante Livia Drusilla opgevoed. Volgens Cassius Dio stond haar oom langs moederskant (de latere princeps Augustus) haar en haar jongere zus Antonia minor toe om het landgoed van hun vader te Rome als bron van inkomsten te gebruiken. nadat haar vader zelfmoord had gepleegd.
Er is maar weinig over haar bekend, hoewel men hoge achting had, zowel voor haar als haar zus Antonia minor, moeder van Germanicus en de toekomstige princeps Claudius, die werd geloofd voor haar schoonheid en deugd.
Rond 26/25 v.Chr. trouwde Antonia met Lucius Domitius Ahenobarbus. Uit dit huwelijk werden Domitia Lepida maior, Gnaius Domitius Ahenobarbus en Domitia Lepida minor geboren.
Antonia stierf voor haar echtgenoot op vijfentwintigjarige leeftijd.

## Voetnoot
1. ↑  A 884[dode link]
2. ↑  LI 15.7.
3. ↑  Suet., Nero 5.1, Plut., Antonius 87.3, Tac., Ann. IV 44.2 (Tacitus verwart haar met haar jongere zus Antonia minor).
4. ↑  Tac., Ann. XII 64.2 (Tacitus verwart haar ook hier met haar jongere zus Antonia minor).